# Боровская Новинка
Боровская Новинка — деревня в Хвойнинском муниципальном районе Новгородской области.
До 5 июля 2021 года называлась Новинка.
До преобразования муниципального района в муниципальный округ относилась к Боровскому сельскому поселению.
В деревне на 1 января 2009 года было 4 хозяйства и постоянно проживали 7 человек. Площадь земель деревни — 7,43 га.
Боровская Новинка находится на высоте 169 м над уровнем моря, к западу от Щучьего озера и озера Гусинок. Новинка соединена автодорогой с Мякишево (5 км), а также есть дороги соединяющие деревню с административным центром сельского поселения — деревней Боровское (3 км) и с уже нежилой деревней Рябково (2 км).

## Население
| 2009 | 2010 | 2012 | 2013 |
| ---- | ---- | ---- | ---- |
| 7    | ↘4   | ↗5   | →5   |

## История
Новинка в Боровичском уезде Новгородской губернии относилась к Миголощской волости. На 1896—1897 гг. в Новинке было 30 дворов, проживали 77 мужчин и 91 женщина, а также было 12 детей школьного возраста — 6 мальчиков и 6 девочек.
К 1924 году Новинка была в составе Мякишевского сельсовета в Миголощской волости. 3 апреля 1924 постановлением ВЦИК Миголощская волость была присоединена к Кончанской волости Боровичского уезда, 1 августа 1927 года постановлением ВЦИК Боровичский уезд вошёл в состав новообразованного Боровичского округа Ленинградской области, Мякишевский сельсовет вошёл в состав новообразованного Минецкого района этого округа. Население деревни Мякишево по переписи 1926 года — 175 человек. Постановлением ЦИК и СНК СССР от 23 июля 1930 года Боровичский округ был упразднён, район стал подчинён Леноблисполкому. 20 сентября 1931 года Минецкий район был переименован в Хвойнинский, а центр района из села Минцы перенесён на станцию Хвойная. Население Мякишева в 1940 году — 135 человек. В 1943 году в деревне Новинка был организован колхоз «Красная Новинка». Указом Президиума Верховного Совета СССР от 5 июля 1944 года Хвойнинский район вошёл во вновь образованную Новгородскую область.
На основании решения Хвойнинского райисполкома в 1950 году в колхоз имени Калинина были объединены все колхозы Мякишевского сельсовета, в том числе и «Красная Новинка». Во время неудавшейся всесоюзной реформы по делению на сельские и промышленные районы и парторганизации, в соответствии с решениями ноябрьского (1962 года) пленума ЦК КПСС «о перестройке партийного руководства народным хозяйством» с 10 декабря 1962 года Решением Новгородского облисполкома № 764 Хвойнинский район был упразднён, Новинка и Мякишевский сельсовет вошли в крупный Пестовский сельский район. 7 января 1963 года Решением Новгородского облисполкома № 19 был упразднён Мякишевский сельсовет, Новинка, вошла в состав Боровского сельсовета. 1 февраля 1963 года Президиум Верховного Совета РСФСР своим Указом утвердил Решение Новгородского облисполкома № 764 1962 года, но пленум ЦК КПСС, состоявшийся 16 ноября 1964 года, восстановил прежний принцип партийного руководства народным хозяйством, после чего Указом Верховного Совета РСФСР от 12 января 1965 года Боровский сельсовет и Новинка во вновь восстановленном Хвойнинском районе.
К колхозу Боровского сельсовета имени Героя Советского Союза, Денисова Алексея Макаровича 15 февраля 1966 года был присоединён колхоз имени Калинина прежнего Мякишевского сельсовета. 28 августа 1974 года решением Хвойнинского райисполкома № 89 года колхоз имени Денисова A.M. был реорганизован в совхоз имени Денисова A.M. директором стал председатель прежнего колхоза Григорьев Пётр Константинович. 21 декабря 1992 года совхоз имени Денисова реорганизован в ТОО имени Денисова, а 29 декабря 1999 года ТОО реорганизовано в сельскохозяйственный кооператив (СК) имени Денисова.
С принятием закона от 6 июля 1991 года «О местном самоуправлении в РСФСР» была образована Администрация Боровского сельсовета (Боровская сельская администрация), затем Указом Президента РФ № 1617 от 9 октября 1993 года «О реформе представительных органов власти и органов местного самоуправления в Российской Федерации» деятельность Боровского сельского Совета была досрочно прекращена, а его полномочия переданы Администрации Боровского сельсовета. По результатам муниципальной реформы, с 2005 года деревня Новинка входит в состав муниципального образования — Боровское сельское поселение Хвойнинского муниципального района (местное самоуправление), по административно-территориальному устройству подчинена администрации Боровского сельского поселения Хвойнинского района.